# Дечембрио, Пьер Кандидо
Пьер Кандидо Дечембрио (итал. Pier Candido Decembrio, лат. Petrus Candidus Decembrius; 24 октября 1399, Павия — 12 ноября 1477, Милан) — один из ранних итальянских гуманистов, придворный поэт, писатель, переводчик и дипломат.

## Биография
Сын гуманиста Уберто Дечембрио. Брат Анджело Дечембрио. 
Учился у М. Хрисолора во Флоренции, с 1419 в течение почти тридцати лет находился на службе у герцога Милана Ф. М. Висконти. После смерти герцога был секретарëм Амброзианской республики. Служил секретарëм также у папы Николая V и Пия II.
После смерти Висконти стал видным членом республиканской партии в Милане, затем апостольский секретарь при курии Николая V и, наконец, придворный Сфорцы.
Составлял философские трактаты. Писал на религиозно-богословские темы, автор нескольких комедий. Был необыкновенно плодовитым писателем.
На надгробии Дечембрио в миланской церкви Святого Амвросия имеется перечень из 127 латинских сочинений, не считая итальянских, но из них изданы лишь немногие, а большая часть неизвестна даже по заглавию.

## Избранные произведения
- De septem liberalium artium inventoribus;
- De vitæ ignorantia, диалог про смысл жизни;
- Historia peregrina (ок. 1430);
- Grammaticon, латинская грамматика;
- De humani animi immortalitate;
- De natura avium et animalium;
- De laudibus Mediolanensium urbis panegyricus, 1436;
- Romanæ historiæ brevis epitoma, 1450 ;
- De origine fidei, после 1455;
- Vita Homeri, 1440;
- Vita Philippi Mariæ Vicecomitis;
- Vita Francisci Sfortiæ;
- Vita Herculis Estensis;
- Oratio in funere Nicolai Picinini;
- Ex illustrium comparationibus in Plutarchum Cheronensem libri quattuor.

## Издания
- Attilio Butti, Felice Fossati, Giuseppe Petraglione (éd.), Petri Candidi Decembrii Opuscula historica, Rerum Italicarum scriptores (deuxième série), vol. 20-1, Bologne, 1925—1958 (содержит: la Vita Philippi Mariæ Vicecomitis, la Vita Francisci Sfortiæ, l'Oratio in funere Nicolai Picinini, le De laudibus Mediolanensium urbis panegyricus).
- Pier Candido Decembrio: Leben des Filippo Maria Visconti und Taten des Franzesco Sforza. Übers. und eingel. von Philipp Funk. Diederichs, Jena 1913 (Das Zeitalter der Renaissance, Serie 1, Band 7).

Его переводы остались неизданными; точно так же только по заглавию известны его философские трактаты:
- Moralis philosophiae dialogus Libri II,
- De modestia,
- De candore,
- Carmina,
- Epistolae ad varios,
- Orationes".